# ليندا فرينش
ليندا فرينش (بالإنجليزية: Linda French) هي لاعبة كرة الريشة أمريكية، ولدت في 4 مارس 1964 في إلمهورست في الولايات المتحدة.

## وصلات خارجية
- ليندا فرينش على موقع BWF.tournamentsoftware.com (الإنجليزية)
- ليندا فرينش على موقع BWFbadminton.com (الإنجليزية)
- ليندا فرينش على موقع اللجنة الأولمبية الدولية (الإنجليزية)
- ليندا فرينش على موقع أوليمبيديا (الإنجليزية)